# Luis Valls Bosch
Luis Valls Bosch (Argel, Argelia francesa, 25 de octubre de 1916 - Valencia, 29 de septiembre de 1983) fue un músico español con 537 composiciones musicales, entre copla, canción moderna y frívolas,

## Biografía
Sus padres, Vicente y María, de Villajoyosa y Ondara respectivamente, se conocieron trabajando ambos en Argel, en la Argelia francesa, él como ebanista y ella, muy joven, ayudando a su madre a coser uniformes militares. Allí se casaron y nacieron sus dos primeros hijos: Luis e Isabel. En 1919 volvieron a Valencia, y su padre les nacionalizó inmediatamente como españoles. Años después tendrían a su tercera hija María.
Luis inició sus estudios en las Escuelas Pías. Pronto nació su afición a la música cursando sus estudios de solfeo, piano, violín y armonía y composición en la Escuela de la Sociedad Coral El Micalet, (años 1930 a 1936), examinando por convocatoria libre en el Conservatorio de Música y Declamación de Valencia. Cursó, además estudio oficial de Estética e Historia de la Música también en el Conservatorio de Valencia. En la Oposición a Premio de la asignatura de Piano celebrada el 6 de julio de 1935, obtuvo el Diploma de Primera Clase. Era tal su afición y buen hacer, que acabó con notas brillantes estas tres carreras en un tiempo récord. Una vez terminadas, estalló la guerra civil y fue llamado a filas por el ejército republicano, permaneciendo en Madrid, en el cuerpo de Transmisiones, durante tres años, en este periodo perteneció a la banda de música y compuso el primer " Himno de transmisiones ", con letra de Fernando Defauce.
Cuando terminó la guerra fue llevado a un campo de concentración, de donde escapó y regresó a Valencia caminando. Fue reclamado de nuevo, esta vez por el ejército franquista, el cual le destino, durante cuatro años, a Tánger y Tetuán (protectorado español de Marruecos). En Tánger formó, con otros compañeros una orquesta ("ABC"), tocando entonces el contrabajo. Esta orquesta actuaba amenizando los bailes en algunos locales de la ciudad aprovechando pases, permisos, etc.
Una vez finalizado el servicio militar y siendo conocido en el mundo artístico, la compañía de "Bertini" lo contrató como pianista y fue con él desde 1943 hasta 1946. Posteriormente lo contrató la compañía de Antonio Machín, durante los años 1946 hasta 1949.
En ambas compañías actuaba una joven canzonetista de copla, Luci Gómez que, como era habitual entonces, viajaba con su madre. Pronto se enamoraron y una vez finalizada la gira con Antonio Machín, se casaron en 1949 en Valencia, dejando ella el mundo del espectáculo. De este matrimonio nacieron tres hijos. María A., Isabel y Luis.
Abrió, en su casa en Valencia un "Estudio de Variedades", donde impartía clases de música y de canto a los artistas noveles y artistas profesionales que necesitaban cambiar de repertorio y ensayar nuevas canciones, muchas compuestas por él mismo.
Por su academia pasaron artistas como: El Gitano Blanco, Pedrito Rico, Rafael Conde El Titi, Carmen Morell, Pastora de Córdoba, Rosita Amores, Antonio Amaya, Pepe Marqués, Julita Díaz, Pola Cunard, Mary de Arcos además una infinidad de cantantes y vedettes . Además, acompañó al piano a todas las compañías de revista y de variedades que venían a Valencia. Artistas como Conchita Bautista, Lolita Sevilla, Nino Bravo, Tania Doris y muchísimos más artistas de la época. También trabajó, durante muchos años en los espectáculos de variedades que tenían lugar en las fiestas de los pueblos de la Comunidad Valenciana y que entonces se llamaban "bolos". Posteriormente se pondría de moda la música "enlatada" que se llamaba entonces y ya no fueron necesarios los músicos en los espectáculos, por lo que ya se dedicó plenamente a componer ya atender la numerosa clientela de su academia.
Fue un autor muy prolífico y compuso a lo largo de su vida 205 canciones con su principal letrista y amigo, Vicente Raga Ramón, y otros 332 con letra de otros autores lo que hace un total de 537 canciones, entre copla, canción moderna y frívolas.

## Discografía
| Año  | Discográfica           | Intérprete                 | Canción                                                    |
| ---- | ---------------------- | -------------------------- | ---------------------------------------------------------- |
| ??   | Eta 180                | Miguel El Murciano         | Siempre Linares                                            |
| 1959 | Columbia               | Mary Sanchez y Los Bandama | Luna de Palma                                              |
| 1960 | Saef                   | Pastora de Córdoba         | Siempre Linares                                            |
| 1960 | Saef                   | Pastora de Córdoba         | Que le pasa a Gabriela Pastora y ganadera                  |
| 1960 | Saef                   | El Mejorano                | Frasquita mia Hay que divertirse                           |
| 1961 | Saef                   | El Mejorano                | Un gitano discutía                                         |
| 1962 | Discophon              | Pastora de Córdoba         | Color morenohttp://dlc.iec.cat/results.asp                 |
| 1962 | Discophon              | Pastora de Córdoba         | La malva                                                   |
| 1963 | Belter                 | Los Extremeños             | Calor y más calor                                          |
| 1963 | Belter                 | Los Canasteros             | Valencia guapa                                             |
| 1963 | Belter                 | Rafael Conde El Titi       | Gitano colorines                                           |
| 1963 | Hispavox               | Quique Roca y su conjunto  | Luna de Palma                                              |
| 1963 | Philips                | Manolo de Jerez            | Tierras de Andalucía                                       |
| 1963 | Hispavox               | Maxi y su conjunto         | Luna de Palma                                              |
| 1964 | Columbia               | Esmeralda Mistral          | Adiós a una estrella                                       |
| 1964 | Odeon EMI              | Antonio Amaya              | Lola española                                              |
| 1964 | Belter                 | Rafael Conde Rl Titi       | Repique de castañuelas                                     |
| 1964 | Odeon                  | Antonio Amaya              | El gitano colorines                                        |
| 1964 | Odeon                  | Antonio Amaya              | Color moreno Lola y el rey                                 |
| 1964 | Belter                 | Rafael Conde El Titi       | El brujo del taconeo                                       |
| 1965 | Belter                 | Las Paquiras               | Las Paquiras                                               |
| 1965 | Belter                 | Las Paquiras               | Como juego de amor Recordando siempre                      |
| 1965 | Belter                 | Las Paquiras               | Así te quiero Dolores                                      |
| 1965 | Odeon EMI              | Antonio Amaya              | Todas tus cartas                                           |
| 1966 | Discos Tempo           | Los gemelos del sur        | Así te quiero Dolores                                      |
| 1966 | Belter                 | El Mejorano                | Nena morena Ponle menta                                    |
| 1966 | Belter                 | El Mejorano                | Volviendo al mar                                           |
| 1966 | Belter                 | Rafael Conde El Titi       | Así te quiero Dolores Hoy torea El Cordobés                |
| 1966 | Belter                 | Rafael Conde El Titi       | Chocante Tierra de Andalucía                               |
| 1966 | Belter                 | El Mejorano                | Así te quiero Dolores                                      |
| 1966 | Belter                 | El Mejorano                | Lola española                                              |
| 1967 | Odeon                  | Antonio Amaya              | En un pequeño pueblo                                       |
| 1968 | Belter                 | Manolo Escobar             | En un pequeño pueblo                                       |
| 1968 | RCA Victor             | luis lucena                | ¡Ay! Niña hermosa                                          |
| 1968 | la voz de su amo – EMI | Gimeno                     | Cantares de pescaores Malditas lenguas Embrujo de guitarra |
| 1969 | Belter                 | Dos españoles              | Saliendo de España si… señor                               |
| 1973 | EMI regal              | Dimas de Jaén              | Quiero cantar                                              |
| 1974 | Acropol                | Jean de la Cruz            | El ocaso del hombre                                        |
| 1974 | Belter                 | Ana Kiro                   | Mi vida privada                                            |
| 1975 | Acropol                | Carmen Montenegro          | No me quedaré en París                                     |
| 1977 | Mayra                  | Heriberto                  | Que mala eres                                              |
| 1978 | Impacto                | José Marqués               | Podrás comprenderme                                        |
| 1986 | Xirivella records      | Alfredo Rey                | No me quedaré en París                                     |

| Año  | Discográfica      | Álbum                      | Intérprete      | Canción                |
| ---- | ----------------- | -------------------------- | --------------- | ---------------------- |
| 1975 | Discophon         | ¿?                         | Lolita Sevilla  | Mi vida privada        |
| 1978 | RCA               | Una canción de España      | Luis Lucena     | Martirio y tormento    |
| 1982 | Belter            | Libertad                   | Luis Lucena     | Si yo fuera moro       |
| 1987 | Twins             | Otxoa sexual y autoritaria | Otxoa           | Adiós a una estrella   |
| 1988 | Xirivella Records | Grandes éxitos             | Rosita Amores   | Ponle menta            |
| 1989 | Dial Discos       | Las noches de Canal        | Vicente Ramírez | Fuego mágico           |
| 1990 | Dial Discos       | Canal y sus noches         | Vicente Ramírez | Andalucía y sus noches |
| 1990 | Dial Discos       | Canal y sus noches         | Vicente Ramírez | Como Triana ninguna    |
| 1992 | Barry estudios    | Benvinguts a València      | Vicente Ramírez | Que mala eres          |
| 1992 | Barry estudios    | Benvinguts a València      | Vicente Ramirez | Dame veneno            |